# RPM Records
RPM  Records est un label discographique indépendant américain, actif entre 1950 et 1957. 

## Histoire
RPM Records est fondé en 1950 et basé à Los Angeles, en Californie. Il ne s'agit pas du même RPM que celui utilisé par Tony Bennett, ni des labels du Royaume-Uni et d'Afrique du Sud. RPM était une filiale de Modern Records et faisait partie de l'empire du disque des frères Bihari.
Ike Turner, qui était un découvreur de talents pour les frères Bihari, s'est arrangé pour que de nombreux musiciens de blues tels que Howlin' Wolf, B. B. King et Roscoe Gordon enregistrent pour les frères Bihari. King a sorti de nombreux singles à succès sur le label RPM. Paul Anka a sorti son premier single sur RPM en 1956. En 1957, les frères Bihari annoncent qu'ils mettent fin à toutes les sorties d'albums sur Modern et RPM, et que les albums sortis et prévus pour Modern et RPM seront publiés sur leur label Crown Records. Les catalogues et les bandes masters sont vendus à Ace Records (UK) dans les années 1990.

## Groupes et artistes
Les groupes et artistes produits sont : B. B. King, Jimmy McCracklin, Roscoe Gordon, Gene Phillips, Howlin' Wolf , Lightnin' Hopkins, Joe Turner, Ike Turner, Johnny « Guitar » Watson, et Richard Berry.